# Gösta Nordin (arkitekt)

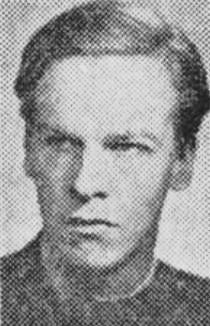
Gösta Nordin (1949).

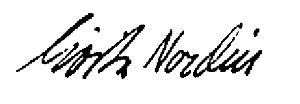
Nordins namnteckning.

Hans Gösta Nordin, född 20 mars 1917 i Nordingrå i Ångermanland, död 2 november 2010 i Engelbrekts församling i Stockholm, var en svensk arkitekt.

## Allmänt
Nordin avlade arkitektexamen vid Kungliga tekniska högskolan med fortsatta studier vid Konstakademien. 1949 belönades av Konstakademien med ett resestipendium om 6 000 kronor som han skulle använda till ett besök på Cranbrook Academy of Art i USA. Han hoppades kunna sätta sig in i hur amerikanerna såg på problemet med ”modern bebyggelse i äldre miljö”, ett område som länge intresserat honom. 
Han drev ett eget arkitektkontor, huvudsakligen verksam på 1950-, 1960- och början av 1970-talen i Stockholm, och hade samarbete med olika arkitekter, bland dem Olof Ellner, Boel Christiansen och Hans Alfont. Han gravsattes på Lidingö kyrkogård den 3 december 2010.

## Verk i urval
- Lilla Essinge skola (byggnad riven 2000) på Lilla Essingen tillsammans med Olof Ellner (1951).[3]
- Södersjukhuset, bostadshus för sjuksköterskor tillsammans med Olof Ellner och Ture Ryberg (1955).[4]
- Grimstaskolan i Grimsta tillsammans med Olof Ellner (1956).[5]
- Radhusområdet Mälarblick i Nockebyhov tillsammans med Boel Christiansen (1960).
- Stadsplaner för Sörskogens bostadsområde i Huddinge kommun (del 1: 1962, del 2: 1972).[6]
- Kedjehusområdet Långsjöhöjden i Långsjö tillsammans med Hans Alfont (1965).[7]
- Kedjehusområdet i Sörskogen (del 2), Huddinge kommun (1972).[8]

## Bilder (verk i urval)

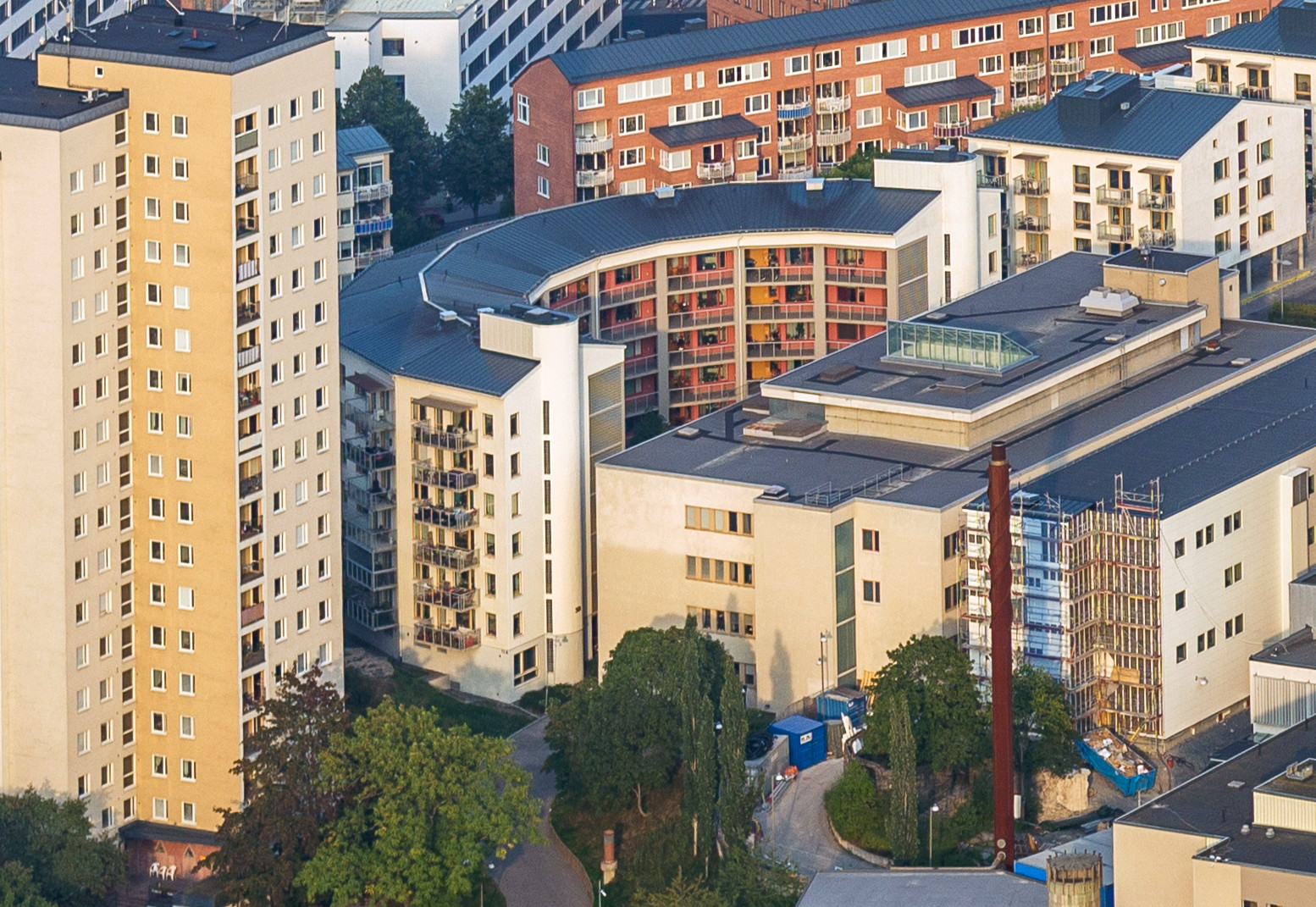
Södersjukhuset, bostadshus för sjuksköterskor (höghuset längst till vänster).
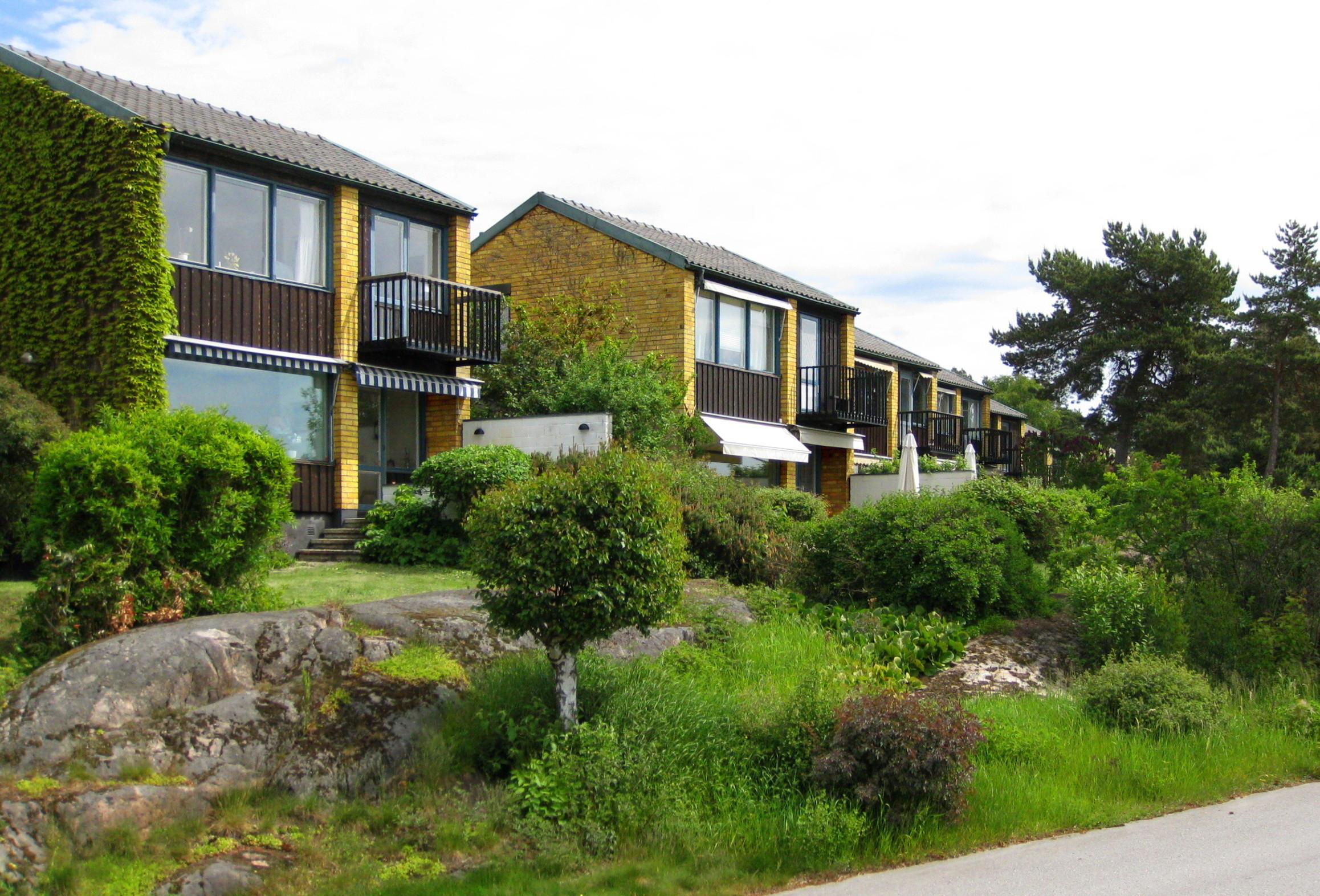
Radhusområdet Mälarblick, Ferievägen.
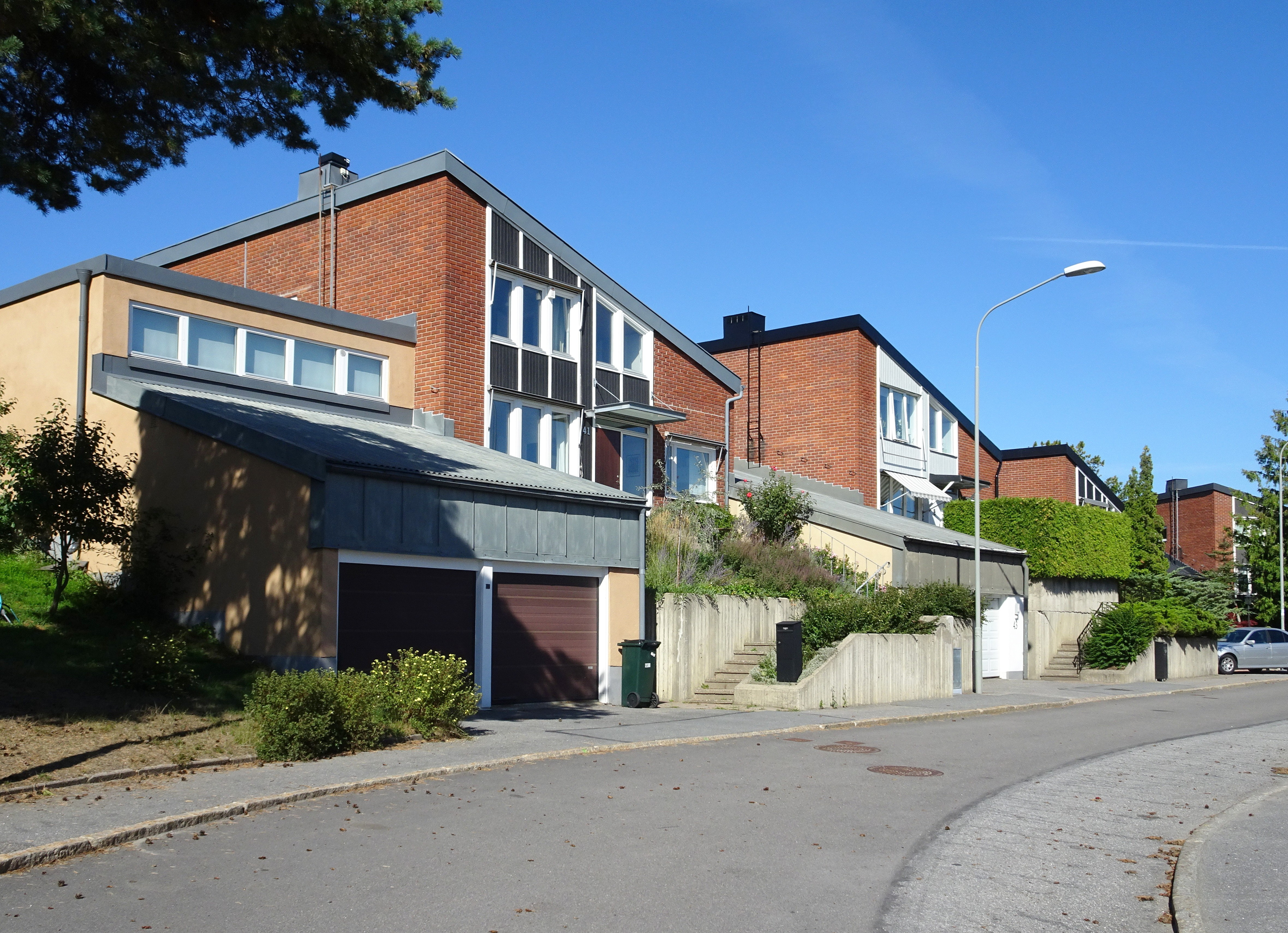
Kedjehus vid Långsjöhöjden.
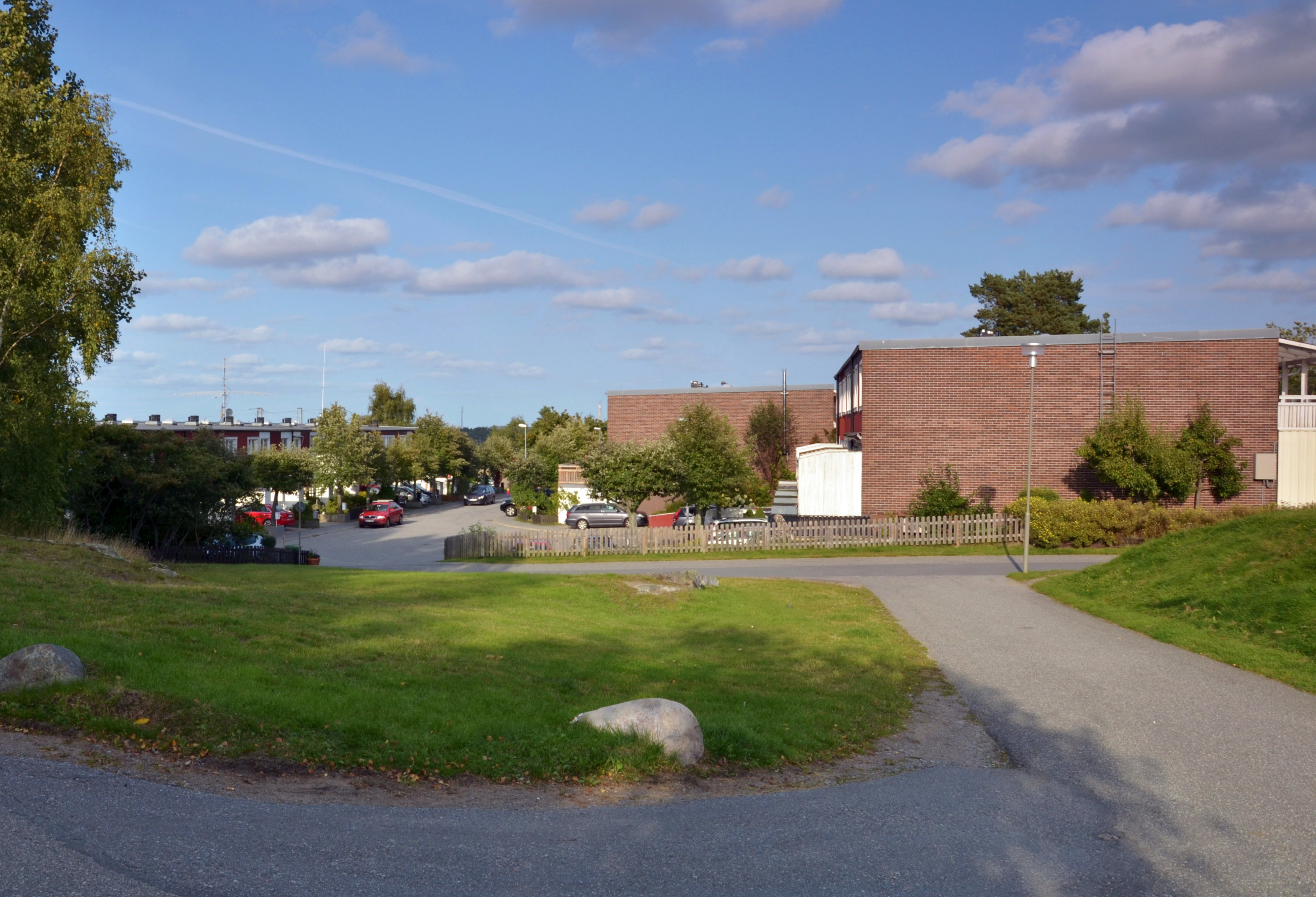
Radhus vid Bläcksvampsvägen, Sörskogen.
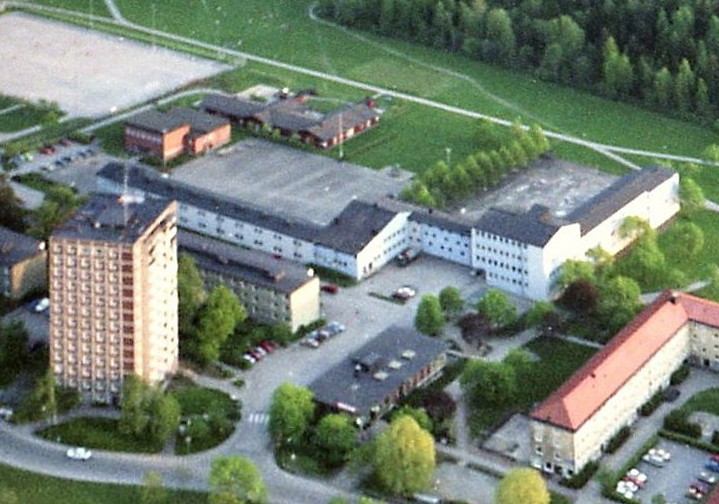
Grimstaskolan (lågbebyggelsen mitt i bild).